# Joco Cvijanović
Joco Cvijanović (Gornji Miholjac, 18. kolovoza 1888. – Zagreb, 30. lipnja 1945.), bio je operni pjevač i svećenik Hrvatske pravoslavne crkve.

## Životopis
Joco Cvijanović rodio se u Gornjem Miholjcu 1888. godine. Učiteljsku školu završio je u Pakracu. Pjevanje je učio od 1909. godine u školi za izobrazbu pjevača zagrebačke Opere, nakon toga postaje član opernog zbora a ubrzo odlazi u putujuće operne trupe i u novosadsko kazalište gdje je bio od 1911. do 1914. godine. Godine 1915. vraća se u Zagreb u zagrebačku Operu kao član zbora a od 1918. do 1929. godine je operni solist.
Zbog problema s glasom napušta pjevanje i služi kao pravoslavni svećenik u Slavoniji a za vrijeme NDH svećenik je Hrvatske pravoslavne crkve u Zagrebu s činom protojereja i upravitelj njezine pisarnice.
Nakon sloma NDH uhićen je te od Vojnog suda Komande grada Zagreba 29. lipnja 1945. godine osuđen na smrt strijeljanjem.
Nove komunističke vlasti tada uhićuju, osuđuju i usmrćuju mnoge vjerske čelnike, kao što su Preosv. mitropolit Germogen (HPC), sarajevski episkop Spiridon Mifka (HPC), član Odbora za ustrojstvo HPC-a, eparhijski namjesnik i paroh zagrebački Serafim Kupčevski (HPC), svećenik Dimitrije Mrihin (HPC), protojerej Aleksej Borisov (HPC), predsjednik pravoslavne crkvene općine u Zagrebu Petar Lazić, biskup Philipp Popp (Evangelička crkva) i drugi a Zagrebački muftija Ismet Muftić, javno je obješen ispred džamije.
23. rujna 2010. godine i Ruska Istino Pravna Pravoslavna Zagranična Crkva (RIPC) u Odesi proglasila je Preosv. Germogena i ostale, 1945. godine, umorene svećenike HPC-a pravoslavnim mučenicima.

## Vanjske poveznice
- (engl.) Miloš Obrknežević, Development Of Orthodoxy In Croatia And The Croatian Orthodox Church, prijevod članka iz Hrvatske revije objavljenoga 1979. godine
- Na 66. obljetnicu smrti hrvatskih pravoslavnih svećenika svi umoreni proglašeni su mučenicima-svecima, članak na hrvatskipravoslavci.com